# Церква Покрови Пресвятої Богородиці (Хмелівка, ПЦУ)
Церква Покрови Пресвятої Богородиці в Хмелівці — парафія і храм Теребовлянського деканату Тернопільсько-Бучацької єпархії Православної церкви України в селі Хмелівці Тернопільського району Тернопільської области.

## Історія
Дерев'яна церква збудована в 1750—1760 роках. Мурована церква, збудована в 1896 році, перебудована в 1935 році.
Під час Першої світової війни будівлі були спалені або пошкоджені, але церква вціліла. Церковні дзвони забрали росіяни, коли відступали в червні 1915 року. Люди залишилися, оскільки примусової евакуації не було, але багато хто помер під час наступних епідемій, а кількість загиблих вдалося встановити лише після закінчення війни.
Кількість парафіян: 1832 — 1.174 в парафії та ? разом; 1844 —	? та 1.143; 1854 — ? та 1.559; 1864 — 649 та 1.554; 1874 — 680 та 1.679; 1884 — 742 та 1.870; 1894 — 1.212 та 2370; 1904 — 1.000 та 2500; 1914 — 1296 та 2.800; 1924 — 1.300 та 3260; 1936 — 1.602 та ?.

## Парохи
- о. Андрій Остапович (до [1832])[1]
- о. Іван Темницький ([1832]—1842)[1]
- о. Филемон Котович (1842—1846, адміністратор)[1]
- о. невідомий (1846—1879+)[1]
- о. Костянтин Манастирський (1879—1881, адміністратор)[1]
- о. Клим Здерковський (1881—1887+)[1]
- о. Комилий Мандицевський (1887—1889, адміністратор)[1]
- о. Йосиф Ревакович (1889—1917+)[1]
- о. Теодор Столяр (1917—[1918], адміністратор)[1]
- о. невідомий ([1924]—1929)[1]
- о. Юліан Фікалович (1929—[1944])[1]
- о. Теодор Столяр (1913—1917, сотрудник)[1]
- о. Ярослав Жовток — нині[2].